# 977 (film)
977 (russisk: 977) er en russisk spillefilm fra 2006 af Nikolaj Khomeriki.

## Medvirkende
- Fjodor Lavrov som Ivan
- Klavdija Korsjunova som Rita
- Jekaterina Golubeva som Tamara
- Pavel Ljubimtsev som Sergej Sergejevitj
- Alisa Khazanova som Sonja